# The Unforgettable Fire
The Unforgettable Fire je četrti studijski album irske rock skupine U2, ki je izšel leta 1984 pri založbi Island Records.

## Seznam pesmi
1. "A Sort of Homecoming" – 5:28
2. "Pride (In the Name of Love)" – 3:48
3. "Wire" – 4:19
4. "The Unforgettable Fire" – 4:55
5. "Promenade" – 2:35
6. "4th of July" – 2:12
7. "Bad" – 6:09
8. "Indian Summer Sky" – 4:17
9. "Elvis Presley and America" – 6:23
10. "MLK" – 2:31